# مرسوم الاختبار
مرسوم الاختبار (Test Act) هو مرسوم قام بإصداره البرلمان الإنكليزي عام 1673 م، ينُصُ على وجوب أن يكون الشخص الذي يتقدم لشغل وظائف في الدولة من أتباع المذهب الإنغليكاني، تم إلغاء هذا القانون عام 1828 م.